# شهرداری والاندوو
شهرداری والاندوو (به لاتین: Valandovo Municipality) یک منطقهٔ مسکونی در مقدونیه شمالی است که در مقدونیه شمالی واقع شده‌است. شهرداری والاندوو ۱۱٬۸۹۰ نفر جمعیت دارد.